# Favia matthaii
Favia matthaii är en korallart som beskrevs av Vaughan 1918. Favia matthaii ingår i släktet Favia och familjen Faviidae. IUCN kategoriserar arten globalt som nära hotad. Inga underarter finns listade i Catalogue of Life.